# Samantha Bromberg
Samantha Bromberg (Bexley, 12 luglio 1995) è una tuffatrice statunitense.

## Carriera
Ha vinto la medaglia di bronzo nel sincro 10 m ai campionati mondiali di Gwangju 2019.

## Palmarès
- Mondiali

Gwangju 2019: bronzo nel sincro 10 m.